# 伊梅罗维格利

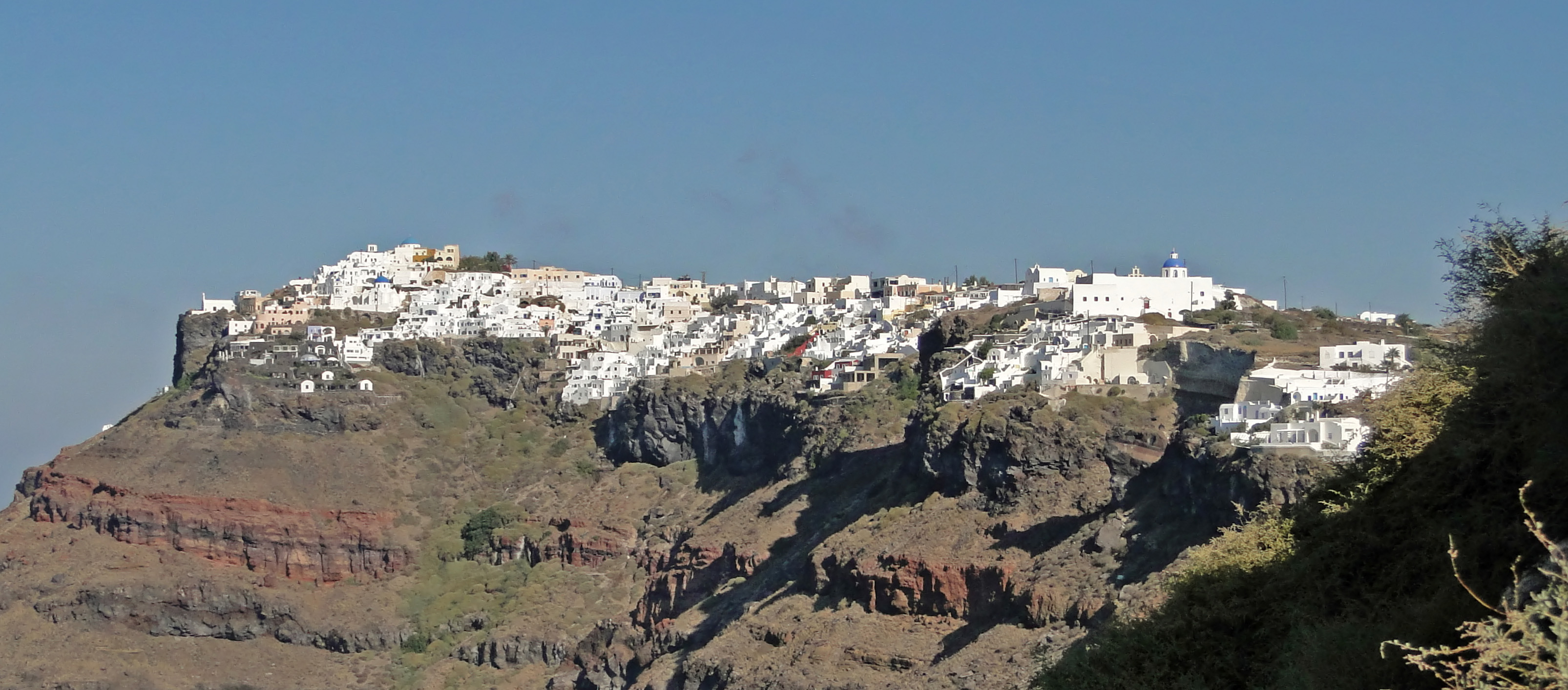
伊梅罗维格利

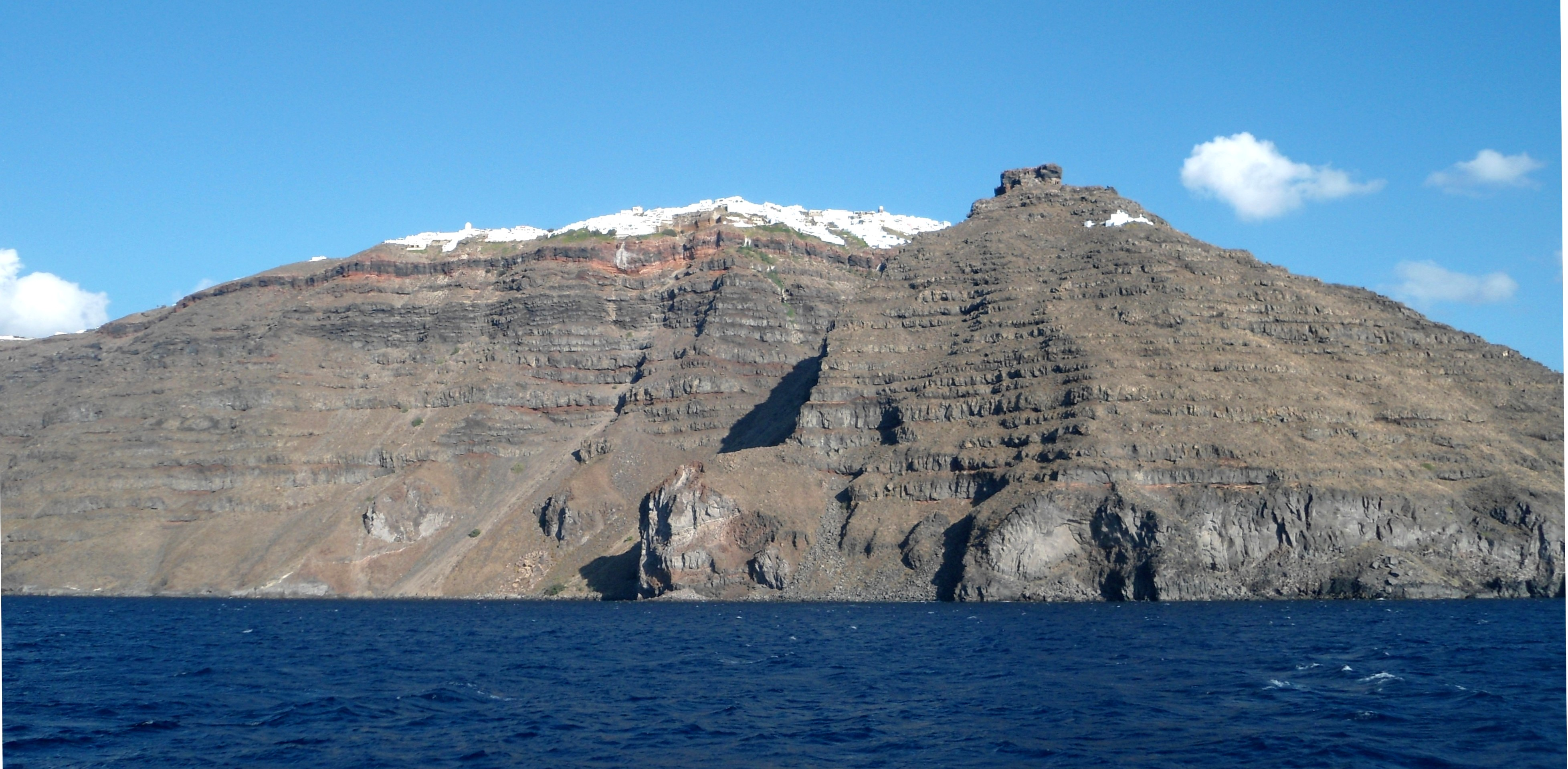
伊梅罗维格利

伊梅罗维格利（羅馬化：Imerovigli），是希腊圣托里尼岛上的一个村庄，毗邻该岛首府费拉北部。行政上该村隶属于南愛琴大區錫拉專區锡拉市镇费拉市区。2011年人口数量为431人。
该村的房屋环绕着圆形的火山口。伊梅罗维格利最有名的是其日落，被称为“爱琴海阳台”。伊梅罗维格利有许多教堂，全都是基克拉泽斯建筑风格。其中最显着的是村子中央的 Ai-Stratis教堂，以及伊梅罗维格利到费拉路上的圣尼古拉修道院。伊梅罗维格利另一个名胜是 Skaros，是威尼斯共和国城堡的遗址，由当时基克拉泽斯群岛的统治者马科·桑多建于1207年。 